# Zmarli w listopadzie 2022

## Listopad 2022
- 30 listopada
  - Murray Halberg – nowozelandzki lekkoatleta, średnio- i długodystansowiec, mistrz olimpijski (1960)[1]
  - Christiane Hörbiger – austriacka aktorka[2]
  - Jędrzej Krakowski – polski ekonomista, były ambasador RP w Seulu[3]
  - Przemysław Myjak – polski parazytolog, prof. dr hab.[4]
  - Christine McVie – brytyjska piosenkarka, wokalistka zespołu Fleetwood Mac[5]
  - Davide Rebellin – włoski kolarz szosowy[6]
  - Jan Sezonow – polski duchowny prawosławny, mitrat, rektor Prawosławnego Seminarium Duchownego w Warszawie (1977-1987)[7]
  - Edward Stachurski – polski językoznawca, prof. dr hab.[8]
  - Friedrich Zauner – austriacki pisarz[9]
  - Jiang Zemin – chiński polityk oraz działacz państwowy i partyjny, sekretarz generalny Komunistycznej Partii Chin (1989–2002), przewodniczący Chińskiej Republiki Ludowej (1993–2003)[10]
- 29 listopada
  - Ljubomir Đurković – czarnogórski pisarz i poeta[11]
  - Aline Kominsky-Crumb – amerykańska autorka komiksów[12]
  - Jerzy Konopczyński – polski działacz państwowy i rolniczy, naczelnik i burmistrz Książa Wielkopolskiego (1987–1998)[13]
  - Serge Livrozet – francuski pisarz i aktor[14]
  - Kazimierz Maurer – polski dyplomata, konsul generalny PRL w Karaczi, chargé d’affaires Polski w Ghanie (1991–1993)[15]
  - Hashim Mustapha – malezyjski piłkarz i trener[16]
  - Adam Ostrowski – polski zapaśnik, olimpijczyk, wicemistrz Europy[17][18]
  - Roman Załuski – polski reżyser i scenarzysta filmowy[19]
- 28 listopada
  - Galit Borg – izraelska piosenkarka[20]
  - Bernard Crettaz – szwajcarski etnolog i socjolog[21]
  - Carlo Facchin – włoski piłkarz i trener[22]
  - Clarence Gilyard Jr. –  amerykański aktor[23]
  - Tomáš Kvapil – czeski polityk i samorządowiec, minister rozwoju regionalnego (1997–1998)[24]
  - Elwira Hornik-Pijanowska – polska scenograf filmowa[25]
  - Donald McEachin – amerykański prawnik i polityk, członek Izby Reprezentantów (2017–2022)[26]
  - Jerzy Leonard Myśliński – polski historyk i prasoznawca, prof. dr hab.[27]
  - Rajko Petrov Nogo – serbski poeta i eseista[28]
  - Frank Vallelonga Jr. – amerykański aktor[29]
  - Włodzimierz Zwierzykowski – polski inżynier chemik, prof. dr hab., prorektor Politechniki Gdańskiej, przewodniczący Prezydium Wojewódzkiej Rady Narodowej w Gdańsku (1984–1988)[30]
- 27 listopada
  - Richard Baawobr – ghański duchowny rzymskokatolicki, biskup Wa (2016–2022), kardynał[31]
  - Güzin Çorağan – turecka aktorka[32]
  - Gábor Csapó – węgierski piłkarz wodny, mistrz olimpijski (1976)[33]
  - Maurice Norman – angielski piłkarz[34]
  - Mehmet Oğuz – turecki piłkarz[35]
  - Gianfranco Piccioli – włoski reżyser filmowy[36]
  - Anna Sienkiewicz-Rogowska – polska menedżer kultury, dyrektor Filmoteki Narodowej – Instytutu Audiowizualnego[37]
  - Tadeusz Sierny – polski dziennikarz, redaktor naczelny miesięcznika Śląsk[38]
- 26 listopada
  - Renato Balestra – włoski projektant mody[39]
  - Martin Drennan – irlandzki duchowny rzymskokatolicki, biskup Galway-Kilmacduagh (2005–2016)[40]
  - Fernando Gomes – portugalski piłkarz, reprezentant kraju[41]
  - Jan Krzyżanowski – polski aktor, działacz teatralny oraz dyrektor Teatru na Powiślu i Estrady Stołecznej[42]
  - Uładzimir Makiej – białoruski polityk i dyplomata, minister spraw zagranicznych (2012–2022)[43]
  - Jan Marek Owsiński – polski dziennikarz i działacz opozycji antykomunistycznej, prezes Polskiego Radia i Radia Eska[44]
  - Albert Pyun – amerykański reżyser i scenarzysta filmowy[45]
  - Leon Stuchlik – polski biolog, prof. dr hab.[46]
  - Paul Swain – amerykański duchowny rzymskokatolicki, biskup Sioux Falls (2006–2019)[47]
  - Louise Tobin – amerykańska wokalistka jazzowa[48]
  - Sanda Toma – rumuńska aktorka[49]
  - Daniel Vighi – rumuński pisarz[50]
- 25 listopada
  - Bogdan Burczyk – polski chemik technolog, prof. dr hab.[51]
  - Irene Cara – amerykańska piosenkarka i aktorka[52]
  - Héctor Bonilla – meksykański aktor[53]
  - Stig Hoffmeyer – duński aktor[54]
  - Kaoru Hoshino – japoński kierowca wyścigowy[55]
  - Sammie Okposo – nigeryjski muzyk i piosenkarz[56]
  - Józef Skwark – polski aktor[57]
  - Marek Szerszyński – polski gitarzysta basowy, członek zespołu Kasa Chorych[58]
- 24 listopada
  - Christian Bobin – francuski pisarz, poeta[59]
  - Hans Magnus Enzensberger – niemiecki pisarz, poeta, tłumacz[60]
  - Moisés Fuentes – meksykański bokser[61]
  - Roger Gauthier – francuski polityk, poseł do Parlamentu Europejskiego I i II kadencji[62]
  - Henryk Jurgiel – polski dyplomata, chargé d’affaires PRL w Grecji (1988–1989)[63]
  - Marcin Kudełka – polski aktor[64]
  - Neil Robinson – angielski piłkarz[65]
  - Börje Salming – szwedzki hokeista[66]
  - Ismail Tara – pakistański aktor[67]
- 23 listopada
  - Milovan Danojlić – serbski poeta i krytyk literacki, członek Serbskiej Akademii Nauk i Sztuk[68]
  - Paula D’Hondt – belgijska polityk, minister robót publicznych (1988–1989)[69]
  - Puriša Đorđević – serbski reżyser filmowy[70]
  - Stanisław Gajda – polski językoznawca, prof. dr hab., członek rzeczywisty Polskiej Akademii Nauk[71]
  - Aleksander Hałat – polski rzeźbiarz, prof. dr hab.[72]
  - David Johnson – angielski piłkarz[73]
  - Betty Ray McCain – amerykańska polityk i strateg polityczna[74]
  - Zbigniew Padlikowski – polski piłkarz[75]
  - Enrique Rodríguez – hiszpański bokser, medalista olimpijski (1972)[76]
  - António da Cunha Telles – portugalski reżyser i producent filmowy[77]
- 22 listopada
  - John Y. Brown Jr. – amerykański polityk i przedsiębiorca, gubernator Kentucky (1979–1983)[78]
  - Erasmo Carlos – brazylijski piosenkarz i kompozytor[79]
  - José Manuel Duarte Cendán – hiszpański polityk i lekarz psychiatra, senator, eurodeputowany II i III kadencji[80]
  - Edward Kellett-Bowman – brytyjski polityk i konultant, eurodeputowany I, II, III i IV kadencji (1979–1999)[81]
  - Roberto Maroni – włoski prawnik, polityk, minister spraw wewnętrznych (2008–2011), prezydent Lombardii (2013–2018)[82]
  - Cecilia Suyat Marshall – amerykańska aktywistka społeczna[83]
  - Bernadette Mayer – amerykańska poetka[84]
  - Pablo Milanés – kubański piosenkarz[85]
  - Jacek Niwelt – polski muzyk, skrzypek, koncertmistrz, wykonawca muzyki poważnej[86]
  - Ryszard Per – polski piłkarz[87]
  - Józef Sołtysiewicz – polski funkcjonariusz służb bezpieczeństwa i dyplomata, konsul generalny w Szanghaju (1989–1992)[88]
  - Jurij Szuchewycz – ukraiński działacz nacjonalistyczny, polityk, więzień polityczny Gułagu[89]
- 21 listopada
  - Aleksander Dietkow – polski urzędnik konsularny, konsul generalny RP w Edynburgu (2000–2001, 2005–2009)[90]
  - Karim Gazzetta – szwajcarski piłkarz[91]
  - Wilko Johnson – brytyjski aktor, gitarzysta wokalista i autor piosenek[92]
  - Nándor Major – jugosłowiański polityk, pisarz i publicysta narodowości węgierskiej, przewodniczący Prezydium (prezydent) Socjalistycznej Prowincji Autonomicznej Wojwodina (1984–1985, 1988)[93]
  - István Máté – węgierski rzeźbiarz[94]
  - Kálmán Mészöly – węgierski piłkarz i trener[95]
  - Jürgen Nöldner – niemiecki piłkarz, medalista olimpijski (1964)[96]
  - Reinaldo del Prette Lissot – wenezuelski duchowny rzymskokatolicki, biskup Maracay (2003–2007), arcybiskup Valencii (2007–2022)[97]
  - Ołeksandr Szarkowski – ukraiński matematyk[98]
  - Roman Teisseyre – polski geofizyk, prof. dr hab., członek rzeczywisty Polskiej Akademii Nauk[99]
  - Henryk Tokarski – polski trener lekkoatletyki[100]
- 20 listopada
  - Gianni Bisiach – włoski dziennikarz i pisarz[101]
  - Joyce Bryant – amerykańska piosenkarka, tancerka, działaczka na rzecz praw obywatelskich[102]
  - Mickey Kuhn – amerykański aktor[103]
  - Albert Nipon – amerykański projektant mody[104]
  - Jay Pasachoff – amerykański astronom[105]
  - Alfred Perera – lankijski aktor[106]
  - Riho Sibul – estoński piosenkarz i gitarzysta[107]
  - Jean-Marie Straub – francuski reżyser filmowy[108]
  - Tomasz Smolicz – polski pilot komunikacyjny i wykładowca akademicki[109]
- 19 listopada
  - Ele Alenius – fiński polityk komunistyczny[110]
  - Greg Bear – amerykański pisarz[111]
  - Kwesi Botchwey – ghański polityk, minister finansów (1982–1995)[112]
  - Nico Fidenco – włoski piosenkarz i kompozytor[113]
  - Jason David Frank – amerykański aktor, zawodnik mieszanych sztuk walki (MMA)[114]
  - Danny Kalb – amerykański gitarzysta bluesowy[115]
  - Babu Mani – indyjski piłkarz, reprezentant kraju[116]
  - Jerzy Olek – polski artysta i teoretyk sztuki[117]
  - Franciszek Sitko – polski samorządowiec, burmistrz Szprotawy (1994–2002, 2006–2010)[118]
  - Simon Stock Palathara – indyjski duchowny syromalabarski, biskup Jagdalpuru (1993–2013)[119]
  - Daisy Tourné – urugwajski polityk, minister spraw wewnętrznych (2007–2009)[120]
- 18 listopada
  - Artaszes Aznaurian – ormiański polityk i lekarz, minister zdrowia (1989–1990)[121]
  - Kazimierz Biculewicz – polski poeta[122]
  - Francis Joseph – angielski piłkarz[123]
  - Jan Kisyński – polski matematyk, prof. dr hab.[124]
  - Jean Lapointe – kanadyjski aktor, piosenkarz i polityk[125]
  - Rafał Moks – polski zawodnik mieszanych sztuk walki (MMA)[126]
  - Per Arne Olsen – norweski polityk i samorządowiec[127]
  - Ned Rorem – amerykański kompozytor[128]
  - Kazimierz Semik – polski dziennikarz, publicysta i działacz polityczny[129]
  - Paul Ssemogerere – ugandyjski polityk, minister spraw wewnętrznych (1985–1988), minister spraw zagranicznych (1988–1994)[130]
  - Željko Stokanić – serbski piosenkarz[131]
  - Vladan Subotić – serbski malarz[132]
- 17 listopada
  - Fred Brooks – amerykański informatyk, laureat Nagrody Turinga (1999)[133]
  - Azio Corghi – włoski kompozytor i muzykolog[134]
  - Hartmut Cyriacks – niemiecki dramaturg[135]
  - Aleksandr Gorszkow – rosyjski łyżwiarz figurowy, mistrz olimpijski (1976)[136]
  - Barbara Hyla-Makowska – polska polityk i nauczycielka, posłanka na Sejm II, III i IV kadencji[137]
  - Włodzimierz Pianka – polski językoznawca i slawista, prof. dr hab.[138]
  - Gerhard Rodax – austriacki piłkarz[139]
  - Andrzej Rozhin – polski aktor, reżyser teatralny[140]
  - Marcus Sedgwick – brytyjski pisarz[141]
  - Irineu Silvio Wilges – brazylijski duchowny katolicki, biskup Cachoeira do Sul (2000–2011)[142]
  - Andrzej Marek Wyrwa – polski historyk i archeolog[143]
- 16 listopada
  - Nicki Lynn Aycox – amerykańska aktorka[144]
  - Rafael Bagojan – ormiański polityk i inżynier, minister pracy i spraw społecznych (1995–1996)[145]
  - Bjørn Brinck-Claussen – duński szachista[146]
  - Mick Goodrick – amerykański gitarzysta jazzowy[147]
  - Francisco Laranjo – portugalski malarz[148]
  - Carol Leigh – amerykańska prostytutka i reżyserka filmowa, działaczka feministyczna[149]
  - Tadeusz Maciejewski – polski historyk prawa[150]
  - Jerzy Markiewicz – polski dyplomata, ambasador PRL w Indonezji (1972–1976)[151]
  - Piotr Pankanin – polski chemik i polityk, senator II kadencji, poseł na Sejm II kadencji[152]
  - Isabel Salgado – brazylijska siatkarka[153]
  - Maria Skowrońska – polska malarka, prof. dr hab.[154]
  - Izulina Xavier – brazylijska malarka[155]
- 15 listopada
  - Luiz Antônio Fleury Filho – brazylijski polityk, gubernator São Paulo (1991–1994)[156]
  - Jetullah Gashi – albański lekarz, ofiara represji komunistycznych[157]
  - Hideaki Kase – japoński rewizjonista historyczny[158]
  - Ljubiša Lazarević – serbski dyrygent i muzyk[159]
  - Gulam Abbas Moontasir – indyjski koszykarz i aktor[160]
  - Lizette Negreiros – brazylijska aktorka[161]
  - Jimmy O’Rourke – szkocki piłkarz[162]
  - José León Sánchez – kostarykański pisarz[163]
  - Heinz Walter – niemiecki piłkarz[164]
  - Michael Moritz – amerykański dziennikarz radiowy[165]
- 14 listopada
  - Jan Nekovář – czeski matematyk[166]
  - Jean-Philippe Omotunde – francuski-kameruński pisarz[167]
  - Jerzy Połomski – polski piosenkarz, artysta estradowy, aktor[168]
  - Pál Révész – węgierski matematyk[169]
  - Aleksandr Sloboda – białoruski działacz komunistyczny, weteran II wojny światowej[170]
  - Yun Kwan – południowokoreański prawnik, prezes Sądu Najwyższego[171]
  - Kiyoyuki Yanada – japoński seiyū[172]
  - Adam Zieliński – polski prawnik, pierwszy prezes Naczelnego Sądu Administracyjnego (1982–1992), poseł na Sejm X kadencji (1989–1991), Rzecznik Praw Obywatelskich (1996–2000)[173]
- 13 listopada
  - Julio Baraibar – urugwajski dyplomata, minister pracy i spraw społecznych (2009–2010)[174]
  - Comstantin Codrescu – rumuński aktor[175]
  - Jerry Holland – irlandzki rugbysta[176]
  - Anthony Johnson – amerykański zawodnik mieszanych sztuk walki (MMA) i zapaśnik[177]
  - Věra Jordánová – czeska aktorka i reżyserka[178]
  - Jerzy Kronhold – polski poeta, dyplomata i działacz kulturalny, konsul generalny w Ostrawie (1991–1995, 2007–2011), dyrektor Instytutu Polskiego w Bratysławie (2000–2006)[179]
  - Dhanik Lal Mandal – indyjski polityk[180]
  - Éamon Phoenix – irlandzki historyk[181]
  - Stefan Sowa – polski piłkarz ręczny, mistrz i reprezentant Polski[182]
  - Frederick Swann – amerykański organista, dyrygent chóru, kompozytor[183]
- 12 listopada
  - Gene Cipriano – amerykański muzyk sesyjny, grający m.in. na klarnecie, oboju i saksofonie[184]
  - John Connaughton – angielski piłkarz[185]
  - Zbigniew Cyganik – polski działacz partyjny i państwowy, wojewoda zielonogórski (1980–1982)[186]
  - Cor van der Gijp – holenderski piłkarz, reprezentant kraju[187]
  - Carroll Hubbard – amerykański polityk i prawnik, członek Izby Reprezentantów (1975–1993)[188]
  - Mieczysław Kamiński – polski samorządowiec i nauczyciel, burmistrz Bystrzycy Kłodzkiej (1990–1994, 1998–2002)[189][190]
  - Mehran Karimi Nasseri – irański uchodźca, znany z wieloletniego pobytu na lotnisku w Paryżu[191]
  - Jadwiga Kiszczak – polska nauczycielka, działaczka opozycyjna w PRL[192]
  - Goran Kovačević – serbski polityk, deputowany do parlamentu[193]
  - Kazuki Ōmori – japoński reżyser filmowy[194]
  - Velta Skurstene – łotewska aktorka[195]
- 11 listopada
  - Mina Adamaki – grecka aktorka[196]
  - John Aniston – amerykański aktor[197]
  - Alphonse Bilung – indyjski duchowny rzymskokatolicki, biskup Rourkeli (1979–2009)[198]
  - Ian Campbell – chilijski rugbysta[199]
  - Keith Levene – angielski muzyk, członek zespołów The Clash i Public Image Ltd[200]
  - Stanisław Mazurkiewicz – polski lekarz ortopeda, prof. dr hab., prorektor Gdańskiego Uniwersytetu Medycznego[201]
  - Rab Noakes – szkocki piosenkarz folkowy[202]
  - Mikołaj Pac Pomarnacki – polski szermierz, olimpijczyk (1964)[203]
  - Krzysztof Raynoch – polski reżyser i scenarzysta filmów animowanych[204]
  - Wojciech Suchorzewski – polski inżynier transportu, prof. dr hab.[205]
  - Francisco Javier Sanz Alonso – hiszpański szachista[206]
  - Veli Seppä – fiński malarz i fałszerz dzieł sztuki[207]
  - Wolf Schneider – niemiecki dziennikarz, publicysta[208]
  - Sven-Bertil Taube – szwedzki aktor i piosenkarz[209]
  - Ernesto Togni – szwajcarski duchowny rzymskokatolicki, biskup Lugano (1978–1985)[210]
- 10 listopada
  - Henry Anglade – francuski kolarz szosowy, olimpijczyk[211]
  - Luigi Bartesaghi – kanadyjski kolarz szosowy, olimpijczyk[212]
  - Jerzy Chlistunoff – żołnierz Armii Krajowej w stopniu kaprala, uczestnik powstania warszawskiego[213]
  - Zbigniew Cieślar – polski kierowca i pilot rajdowy[214]
  - Kevin Conroy – amerykański aktor[215]
  - Roberto Guilherme – brazylijski aktor[216]
  - Nitsa Maruda – grecka aktorka[217]
  - Juan Carlos Orellana – chilijski piłkarz[218]
  - Karol Poznański – polski pedagog, prof. dr hab.[219]
  - Frank Prihoda – australijski narciarz alpejski, olimpijczyk (1956)[220]
  - Walter Schröder – niemiecki wioślarz, mistrz olimpijski (1960)[221]
  - Hervé Télémaque – francuski malarz, pochodzenia haitańskiego[222]
  - Nik Turner – angielski wokalista, saksofonista i flecista[223]
- 9 listopada
  - Bao Tong – chiński pisarz i działacz społeczny[224]
  - Myrna Casas – portorykańska aktorka i dramaturg[225]
  - Gal Costa – brazylijska piosenkarka[226]
  - Einārs Gņedojs – łotewski piłkarz[227]
  - Roland Guillas – francuski piłkarz, reprezentant kraju[228]
  - Mattis Hætta – norweski wokalista narodowości Saami, uczestnik konkursu Eurowizji (1980)[229]
  - Benedykt Huculak – polski teolog, franciszkanin, dr hab.[230]
  - Hans-Joachim Klein – niemiecki terrorysta, członek Komórek Rewolucyjnych[231]
  - Ołeksandr Kostin, ukraiński kompozytor, pedagog[232]
  - Carlos Pacheco – hiszpański rysownik, autor komiksów[233]
  - Garry Roberts – irlandzki gitarzysta rockowy, muzyk zespołu The Boomtown Rats[234]
  - Werner Schulz – niemiecki technolog żywienia, polityk, eurodeputowany (2009–2014)[235]
  - Kirił Stremousow – ukraińsko-rosyjski działacz polityczny, zastępca szefa Chersońskiej Wojskowo-Cywilnej Administracji (2022)[236]
- 8 listopada
  - Lee Bontecou – amerykańska rzeźbiarka[237]
  - Mario Conti – brytyjski duchowny rzymskokatolicki, biskup Aberdeen (1977–2002), arcybiskup metropolita Glasgow (2002–2012)[238]
  - Wiktor Czerkiesow – rosyjski funkcjonariusz służb specjalnych[239]
  - Mariusz Duda – polski lekarz, wykładowca akademicki[240]
  - Will Ferdy – belgijski piosenkarz[241]
  - Claes-Göran Hederström – szwedzki piosenkarz[242]
  - Pierre Kartner – holenderski piosenkarz, producent, autor tekstów piosenek[243]
  - Dan McCafferty – szkocki wokalista, członek zespołu Nazareth[244]
  - Marie Poledňáková – czeska reżyserka i scenarzystka filmowa i telewizyjna[245]
  - Peter Reith – australijski polityk i prawnik, minister ds. małych przedsiębiorców (1997–2001) i obrony (2001)[246]
  - Evelyn de Rothschild – brytyjski bankier i menedżer[247]
  - Dobrochna Wójcik – polska prawnik, kryminolog[248]
  - George Young – amerykański lekkoatleta, długodystansowiec[249]
- 7 listopada
  - Dariusz Borowiak – polski geograf[250][251][252]
  - Michel Bühler – szwajcarski piosenkarz i pisarz[253]
  - Héctor Sabatino Cardelli – argentyński duchowny rzymskokatolicki, biskup pomocniczy Rosario (1995–1998), biskup diecezjalny Concordia (1998–2004) i San Nicolás de los Arroyos (2004–2016)[254]
  - Chryzostom – cypryjski duchowny prawosławny, arcybiskup Cypru (2006–2022)[255]
  - Jeff Cook – amerykański muzyk country[256]
  - Delia Dominguez – chilijska poetka[257]
  - Władysław Kustra – polski siatkarz, olimpijczyk (1980)[258]
  - Siergiej Kuzniecow – rosyjski muzyk i kompozytor, autor tekstów[259]
  - Leslie Phillips – brytyjski aktor[260]
  - Michaił Tyczyna – białoruski pisarz, poeta, krytyk i literaturoznawca[261]
- 6 listopada
  - Ali Birra – etiopski piosenkarz[262]
  - Michael Boyce – brytyjski wojskowy, komandor, polityk, szef sztabu obronnego (2001–2003), pierwszy lord morza (1998–2001)[263]
  - Carlo Galli – włoski piłkarz, reprezentant kraju[264]
  - Don Lewis – amerykański wokalista, keyboardzista, multiinstrumentalista[265]
  - Paul McNaughton – irlandzki rugbysta, reprezentant kraju[266]
  - Robiert Mierkułow – rosyjski łyżwiarz szybki[267]
  - Geraldo Nascimento – brazylijski duchowny rzymskokatolicki, biskup pomocniczy Fortalezy (1982–1997)[268]
  - Edward C. Prescott – amerykański ekonomista, laureat Nagrody Banku Szwecji im. Alfreda Nobla w dziedzinie ekonomii (2004)[269]
- 5 listopada
  - Daniele Barioni – włoski śpiewak operowy, tenor[270]
  - Carmelo La Bionda – włoski piosenkarz[271]
  - Aaron Carter – amerykański piosenkarz[272]
  - Gabriela Cwojdzińska – polska pianistka, działaczka społeczna, opozycjonistka w okresie PRL, senator I kadencji[273]
  - Tyrone Downie – jamajski pianista i keyboardzista, członek zespołu Bob Marley & The Wailers[274]
  - Karmenu Mifsud Bonnici – maltański prawnik, polityk, wicepremier (1983–1984) i premier Malty (1984–1987)[275]
  - Eva Melmuková – czeska teolożka ewangelicka[276]
  - Mimi Parker – amerykańska wokalistka i perkusistka, muzyk zespołu Low[277]
  - Bill Treacher – brytyjski aktor[278]
- 4 listopada
  - Dave Butz – amerykański futbolista[279]
  - François Colímon – haitański duchowny rzymskokatolicki, biskup Port-de-Paix (1982–2008)[280]
  - Daniel Henriques – portugalski duchowny rzymskokatolicki, biskup pomocniczy Patriarchatu Lizbony (2018–2022)[281]
  - Toralv Maurstad – norweski aktor[282]
  - Balakh Sher Mazari – pakistański polityk, p.o. premiera Pakistanu (1993)[283]
  - William Sheffield – amerykański polityk, gubernator Alaski (1982–1986)[284]
  - Igor Sypniewski – polski piłkarz[285]
  - Alfredo Zecca – argentyński duchowny rzymskokatolicki, arcybiskup metropolita Tucumán (2011–2017)[286]
- 3 listopada
  - Marc Berthier – francuski architekt i projektant[287]
  - Barbara Bieńkowska – polska bibliolog, prof. dr hab., prezes Polskiego Towarzystwa Bibliologicznego[288]
  - Benoît Dauga – francuski rugbysta, reprezentant kraju[289]
  - Gerd Dudek – niemiecki saksofonista jazzowy[290]
  - Janusz Henzel – polski rusycysta, prof. dr hab.[291]
  - Douglas McGrath – amerykański reżyser i scenarzysta[292]
  - Noel McKoy – brytyjski wokalista soulowy[293]
  - Kevin O’Neill – amerykański autor komiksów[294]
  - Francis Rion – belgijski sędzia piłkarski[295]
- 2 listopada
  - Rıza Akın – turecki aktor i dziennikarz[296]
  - Leo Delcroix – belgijski polityk, minister obrony (1992–1994)[297]
  - Nicholas Harding – australijski malarz[298]
  - Bello Musa Kofarmata – nigeryjski piłkarz, reprezentant kraju[299]
  - Patricia Laurent Kullick – meksykańska pisarka[300]
  - Dejan Mikavica – serbski historyk i polityk[301]
  - Olgierd Palacz – polski lekarz okulista, prof. dr hab., prorektor Pomorskiej Akademii Medycznej[302]
  - Atilio Stampone – argentyński pianista i kompozytor[303]
- 1 listopada
  - Mbazulike Amaechi – nigeryjski polityk i przywódca plemienny, minister lotnictwa (1963–1966)[304]
  - Filep Karma – papuaski aktywista, działacz na rzecz niepodległości Papui Zachodniej[305]
  - Wilson Kiprugut – kenijski lekkoatleta, średniodystansowiec, medalista olimpijski (1964, 1968)[306]
  - Brent Pope – kanadyjski hokeista i trener[307]
  - Patricia Ruanne – brytyjska tancerka baletowa[308]
  - Takeoff – amerykański raper[309]
  - Joseph Tarsia – amerykański inżynier dźwięku[310]
  - Keith Taylor – brytyjski samorządowiec, polityk, eurodeputowany (2010–2019)[311]

- data dzienna nieznana
  - Christopher Duffy – brytyjski historyk wojskowości, pisarz[312]
  - Gabriela Gryboś – polska bankowiec, konsul honorowa Finlandii w Polsce[313]
  - Tadeusz Karolak – polski dyrygent[314]